# Магістраль (газета)
«Магістра́ль» (рос. «Магистра́ль») — колишнє всеукраїнське транспортне періодичне видання, газета, що виходила з 1992 до 2020 року. Друкувалась форматом A2 та A3 у кольорі.
Періодичність — двічі на тиждень: ділова та регіональна. Мови: російська та українська.
«Магістраль» — № 1 серед корпоративно-фахових видань України. Займала 12 місце у загальноукраїнському рейтингу ДП «Преса» по кількості передплатників. 90 % читачів — залізничники по всій Україні, а також пасажири швидкісних поїздів Інтерсіті+ та фірмових поїздів.

## Історія
Перший номер «Магістралі» вийшов 26 вересня 1992 року. До кінця року з'явилося ще три номери, водночас була сформована редакція, а вже з січня 1993 року «Магістраль» стала виходити регулярно.
У квітні 1993 року Міністерство транспорту України ухвалило рішення надати «Магістралі» статусу загальнотранспортної газети і з червня впродовж двох років газета висвітлювала діяльність усіх видів транспорту: залізничного, авіаційного, річкового, автомобільного та шляхового господарства. У ці роки зусилля Мінтрансу були спрямовані на створення єдиного транспортного комплексу держави, закладалися підвалини його нормативно-законодавчої бази. Газета своїми засобами сприяла цьому, консолідуючи зусилля різнопланових сил, які діяли на той час у транспортній галузі.
З липня 1995 року газета знову зосередила увагу лише на залізничному транспорті. Розповсюджується за передплатою та вроздріб у поїздах та на вокзалах.
У 2015 р. було створено філію "Медіацентр «Магістраль» ПАТ «Укрзалізниця».
Зі створенням філії «Медіацентр „Магістраль“» ПАТ «Укрзалізниця». у 2017 р. до додатка «Магістраль-регіональна» приєднані регіональні галузеві газети: «Чорноморський гудок», Південна магістраль", «Робітниче слово», «Придніпровська магістраль», «Залізничник Донбасу», "Львівський залізничник, для кожного такого комплекту є свій передплатний індекс Укрпошти.
Друкується на 20 сторінках форматом А3 у кольорі.

### Нові напрямки діяльності
- Виробництво відеопродукції.
- Випуск видання «Магістраль-Експрес»
- Залізничний інформаційний портал: www.info.uz.ua[2]

На залізничному порталі можна також прочитати головні новини на залізничному транспорті України. Розміщаються статті та інтерв'ю у яких висвітлюють найголовніші питання ПАТ «Укрзалізниці». У блогах ведуться обговорення актуальних питань. На порталі можна поставити питання на яке буде надана вичерпна відповідь.
Також на сайті можна подивитися розклад руху поїздів і зробити он-лайн замовлення квитків.

### Рубрики та додатки
Постійні рубрики: «Події», «Факти», «Детально», «Економіка галузі», «Людина, міжнародна панорама», «Вісті з коліс», «У світі неймовірного», «Споживач», «Калейдоскоп», «Гумор», «Спорт» тощо.
На останній сторінці традиційно друкується сканворд.